# Gloriosa
Pour l’article homonyme, voir Gloriosa.
Genre
Classification phylogénétique
Gloriosa ,lys de flame  est un genre de plantes herbacées de la famille des Colchicaceae (anciennement Liliaceae) d'origine de l'africaine subsaharienne. Des bulbes sortent de longues tiges qui grimpent comme des lianes à l'aide des vrilles dont sont munies les extrémités des feuilles.
Toutes les parties de ces plantes sont très toxiques, beaucoup plus riches en colchicine que les colchiques eux-mêmes. Les fleurs de forme très curieuse apparaissent normalement au début de l'été. Elles ont servi à illustrer des timbres aux États-Unis, en Afrique du Sud et ailleurs dans le monde.
Les Gloriosa peuvent être cultivées en pot mais elles réussissent également très bien en pleine terre, dès que le risque de gel a disparu. On peut les palisser le long d'un treillage. Les bulbes doivent être plantés entre 5 et 10 cm de profondeur et généreusement espacés. Le sol doit être gardé humide mais non détrempé et il est bon de fournir régulièrement de l'engrais.
Après la floraison les tiges se dessèchent, on peut alors dépoter ou arracher les tubercules (avec précaution, ils sont relativement fragiles) et les conserver dans du sable sec, après les avoir éventuellement saupoudrés de fleur de soufre pour prévenir les pourritures. On peut aussi les laisser dans leurs pots, à condition de cesser tout arrosage.
On réunit fréquemment sous le seul nom de Gloriosa superba les diverses formes connues, à tépales plus ou moins crispés et aux couleurs variant de l'écarlate au jaune citron ou présentant des taches lie-de-vin.

## Liste d'espèces
- Gloriosa abyssinica
- Gloriosa angulata
- Gloriosa aurantiaca
- Gloriosa aurea
- Gloriosa baudii
- Gloriosa carsoni
- Gloriosa carsonii
- Gloriosa caerulea
- Gloriosa cirrhifolia
- Gloriosa doniana
- Gloriosa graminifolia
- Gloriosa grandiflora
- Gloriosa homblei
- Gloriosa leopoldi
- Gloriosa lutea
- Gloriosa luxurians
- Gloriosa minor
- Gloriosa nepalensis
- Gloriosa plantii
- Gloriosa rothschildiana
- Gloriosa sampiana
- Gloriosa sessiliflora
- Gloriosa simplex
- Gloriosa speciosa
- Gloriosa sudanica
- Gloriosa superba
- Gloriosa verschuurii
- Gloriosa virescens